# Элис Лаквена
Э́лис Лакве́на (1956 — 10 января 2007) — угандийская целительница и ясновидящая, религиозно-политический лидер, предводительница милленаристского антиправительственного восстания 1986—1987 и основательница Движения Святого Духа (суахили Harakati ya Roho Mtakatifu).
Элис Аума (Alice Auma) после двух неудачных браков стала ревностной католичкой и 25 мая 1985 после таинственного исчезновения объявила себя одержимой духом Лаквены (Lakwena), который по местным верованиям связан с христианским Святым Духом. Элис начала исцелять людей и стала известна как Лаквена, вместо настоящей фамилии. В 1986 г. она прекратила целительство и объявила о создании Движения Святого Духа для борьбы со злом и кровопролитием, охватившим страну. Для этого она предприняла попытку марша на столицу Кампала, чтобы утвердить Царство Божие на Земле. Параллельно она проводила обряды очищения солдат, запятнавших себя убийствами гражданского населения. После ряда побед её ополчение было рассеяно артиллерийским огнём на подступах к столице. Лаквена бежала в Кению, где жила в лагере беженцев.
Войну против правительства продолжила Господня армия сопротивления под командованием Джозефа Кони, родственника Элис по его утверждению, однако Лаквена не принимала в дальнейших событиях никакого участия.
Неожиданно умерла 10 января 2007 года спустя неделю после того, как заболела неизвестной болезнью.